# Divisione No. 14 (Alberta)
La Divisione No. 14 è una divisione censuaria dell'Alberta, Canada di 27.881 abitanti, che ha come capoluogo Edson.

## Comunità
- Town
  - Edson
  - Hinton
- Frazioni
  - Brule
  - Cadomin
  - Chip
  - Evansburg (dissolved as a village)
  - MacKay
  - Marlboro
  - Niton Junction
  - Obed
  - Peers
  - Pine Shadows
  - Robb
- Municipalità di contea
  - Contea di Yellowhead
- Distretti di miglioramento
  - Willmore Wilderness Park (Improvement District No. 25)
- Riserve
  - Riserva Brazeau